# Vlag van Flores

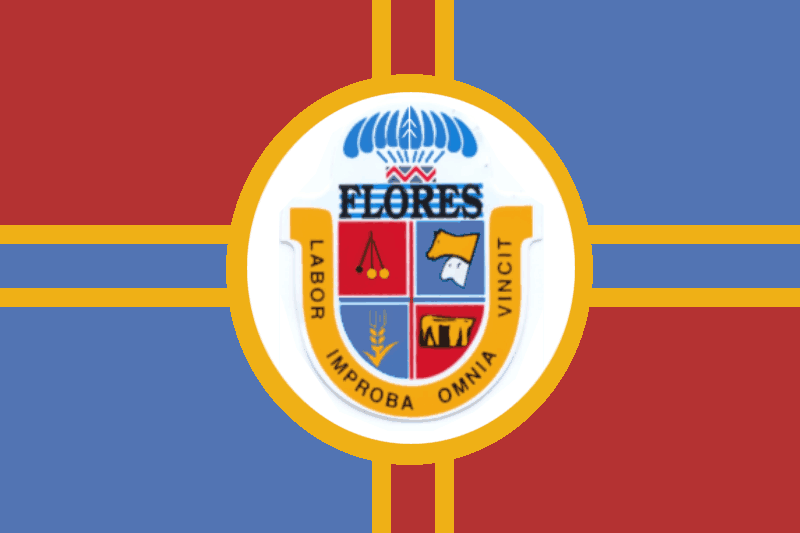
Vlag van Flores

De vlag van Flores in gebruik sinds 13 mei 1987 en werd ontworpen door Ernesto Dámaso Quintero.
De vlag heeft in het midden een witte, goud omrande cirkel., waarin het wapen van Flores staat. Vanuit deze cirkel lopen er vier sets van steeds twee evenwijdige goudkleurige lijnen naar de vier zijden van de vlag. De ruimte tussen de verticale lijnen is rood, die tussen de horizontale lijnen blauw. De hoeken linksboven en rechtsonder zijn rood, die rechtsboven en linksonder blauw.